# 和算に恋した少女
『和算に恋した少女』（わさんにこいしたしょうじょ）は、中川真（脚本）、風狸けん（作画）による日本の漫画。小学館の『ビッグコミック増刊号』で2011年から2014年まで連載（当初は不定期）、また『ビッグコミック』（同社刊）にも同期間に不定期で掲載された。
和算家の少女律と同心転のコンビを主人公に、江戸時代の江戸で起きた数学に絡んだ事件を解決していく一話完結タイプの推理漫画である。

## 登場人物
米倉 律（よねくら りつ）
主人公。和算家の少女。幼いころ失踪した父の残した遺題を解くべく父の稿本（ノート）を糧に独学で和算を学んだ。数学の実力は高いが、気が強く自分の考えを押し通すのでトラブルを起こすことも多い。
深井 転（ふかい うたた）
南町奉行所の臨時廻り同心。お気楽もので通称「うたた寝の旦那」。算術には疎く一見昼行灯タイプだが、世間の噂に通じ人を見る目もあり同心としての実力は高い。御奉行の命令で律の弟子にされ、何かと面倒を見ることになる。
建部 彦次郎（たけべ ひこじろう）
和算家。関孝和の門下で関塾の塾頭。
御奉行
南町奉行で転の上司。律の父とは親友で、律のことを気にかけている。転の実力を評価しているようで、表沙汰にできないような面倒な事件の解決を内密に押し付けることがよくある。
米倉 円（よねくら まどか）
主人公の父で和算家。失踪中。

## 単行本
- 脚本：中川真・作画：風狸けん 『和算に恋した少女』 小学館〈ビッグコミックス〉、全3巻
  1. 2013年1月30日発売 ISBN 978-4-09-184868-0
  2. 2014年1月30日発売 ISBN 978-4-09-185873-3
  3. 2015年1月30日発売 ISBN 978-4-09-186749-0